# Harold Smith Osborne

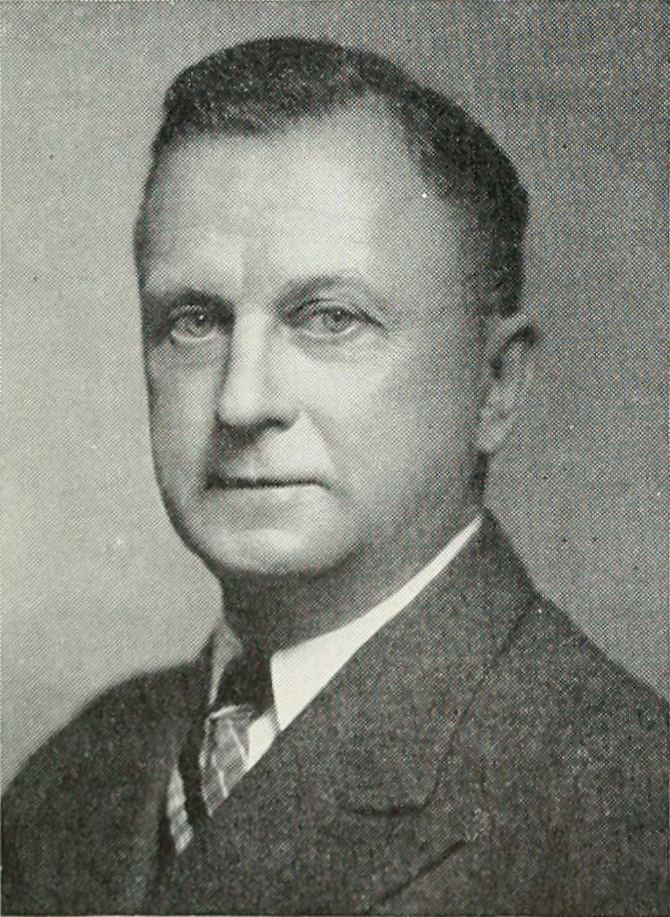
Retrato de Harold Smith Osborne

Harold Smith Osborne (Fayetteville (Nova Iorque), 1 de agosto de 1887 — Upper Montclair (Nova Jersey)) foi um engenheiro elétrico estadunidense.